# سپاه زرهی اسرائیل

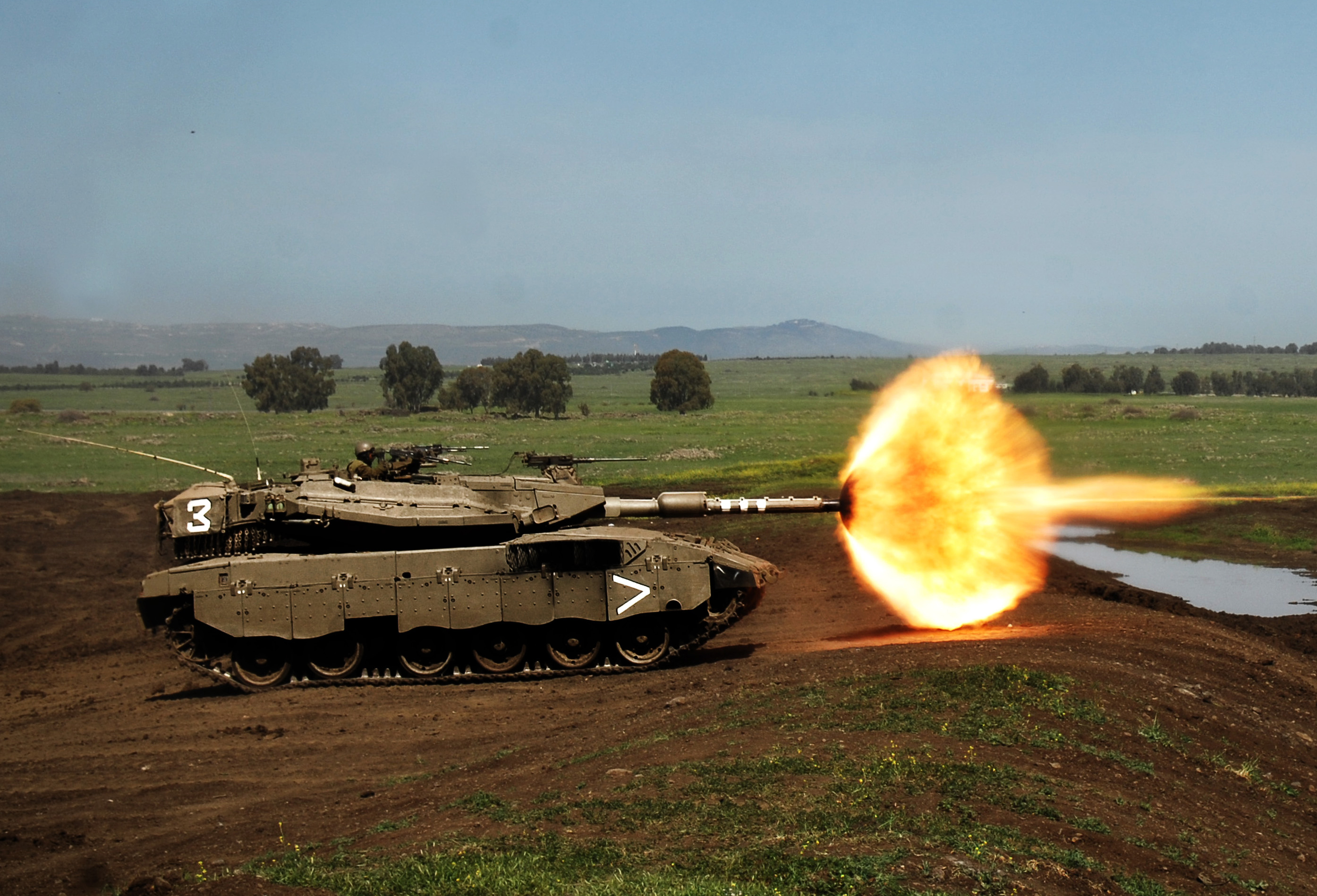
یک تانک مرکاوا متعلق به سپاه زرهی اسرائیل

سپاه زرهی اسرائیل (عبری: חֵיל הַשִּׁרְיוֹן‎) سپاه زرهی نیروی زمینی اسرائیل و تحت امر قرارگاه فرماندهی ارتش اسرائیل است، که در سال ۱۹۴۸ تأسیس شد. این سپاه در زمان جنگ، نقش راهبری نیروهای زرهی در خط مقدم و اجرای عملیات تانک‌های اصلی میدان نبرد، رهبری نیروهای مهاجم و پاکسازی منطقه را برعهده دارد و نیروهای زرهی دشمن را مسدود می‌کند و به دنبال نابودی تانک‌ها و تجهیزات زره‌ای است.

## تاریخچه
سپاه زرهی اسرائیل در طول جنگ استقلال تشکیل شد. این سپاه از سرویس زرهی، واحد زرهی پالماخ، که در ۲۴ فوریه ۱۹۴۸ تأسیس شد، آغاز به کار کرد. اسحاق ساده به عنوان نخستین فرمانده این واحد منصوب شد. در ۲۴ مه ۱۹۴۸ اولین تیپ زرهی ارتش اسرائیل، تیپ ۸ زرهی هاتیفا شمونه، اعلام موجودیت کرد. پرسنل آن از مکان‌های مختلفی مانند ارتش بریتانیا و سایر ارتش‌های کشورهای متفقین، اعضای هاگانا، پالماخ و سایر جنبش‌های مقاومت استخدام شدند.
این سپاه شامل ۱۰ تانک هاچکیس منسوخ از فرانسه، دو تانک کرامول دزدیده شده از ارتش بریتانیا و یک تانک شرمن دزدیده شده از ارتش بریتانیا بود. بعداً در طول جنگ، تانک‌های شرمن دیگری از ایتالیا خریداری شد. دو تانک از آنها در عملیات هورو در دسامبر ۱۹۴۸ شرکت کردند.

## آموزش نیروها
نیروهای تازه استخدام شده در ابتدا ۸ هفته آموزش پایه را می‌گذرانند که در سیستم تیرونوت به‌عنوان تفنگدار ۰۴ طبقه‌بندی می‌شود. آنها در زمینه سلاح‌های سبک، آموزش میدانی، کمک‌های اولیه و آمادگی جسمانی آموزش می‌بینند.
پس از اتمام آموزش پایه، نیروهای تازه استخدام شده ۶ هفته آموزش را در یکی از سه تخصص توپچی، بارگذار یا راننده می‌گذرانند. در این مدت، آنها هم روی وظایف نظری و هم عملی کار می‌کنند. پس از اتمام این آموزش، نیروهای تازه استخدام شده کلاه خود را دریافت می‌کنند و به ۱۰ هفته تمرین می‌روند که در آن عملیات رزمی و خدمه تانک را تمرین می‌کنند.
در پایان دوره، برخی از سربازان برای گذراندن دوره فرماندهی تانک انتخاب می‌شوند. دوره فرماندهی تانک تقریباً سه ماه و نیم طول می‌کشد. داوطلبان در دو تخصص اضافی که قبلاً در آنها آموزش ندیده‌اند، همچنین اصول فرماندهی و کنترل، ناوبری و ارزیابی موقعیتی، آموزش می‌بینند. در پایان مدرسه، به سربازان استثنایی فرصت داده می‌شود تا در دوره افسری شرکت کنند که ۷ ماه طول می‌کشد و به آنها آموزش می‌دهند که چگونه یک دسته زرهی را در هماهنگی نزدیک با سایر واحدهای میدانی فرماندهی کنند.
پس از اتمام خدمت فعال، اعضای سپاه زرهی به نیروهای ذخیره منتقل می‌شوند. نیروهای ذخیره فعال در سپاه زرهی در تمرینات آموزشی سالانه شرکت می‌کنند.